# Moulin Rouge
Moulin Rouge (česky Červený mlýn) je francouzský kabaret, který se nachází ve čtvrti Pigalle, na Boulevardu de Clichy na úpatí Montmartru v Paříži. Kabaret byl založen v roce 1889. Za dobu jeho existence zde vystupovalo mnoho umělců, jako např. La Goulue, Josephine Baker, Frank Sinatra, Jean Gabin, Yvette Guilbert, Jane Avril, Mistinguett, Joseph Pujol, Édith Piaf, Ella Fitzgerald, La Toya Jackson aj. O tomto kabaretu bylo také natočeno několik celovečerních filmů, filmových dokumentů a objevil se i v literárních dílech. S tímto kabaretem je spojen tanec kankán, jehož tanečnice zachytil častý návštěvník podniku malíř Henri de Toulouse-Lautrec.

## Historie
Moulin Rouge založili v roce 1889 Joseph Oller, který v té době již vlastnil podnik Olympia, a Charles Zidler, jehož postava se objevila i ve filmu Moulin Rouge! (jako Harold Zidler). Podnik byl otevřen 6. října 1889 a jeho jméno odkazuje na červený mlýn na střeše. Tato symbolika se váže k historii Montmartru, kdy se na kopci nacházelo množství větrných mlýnů.

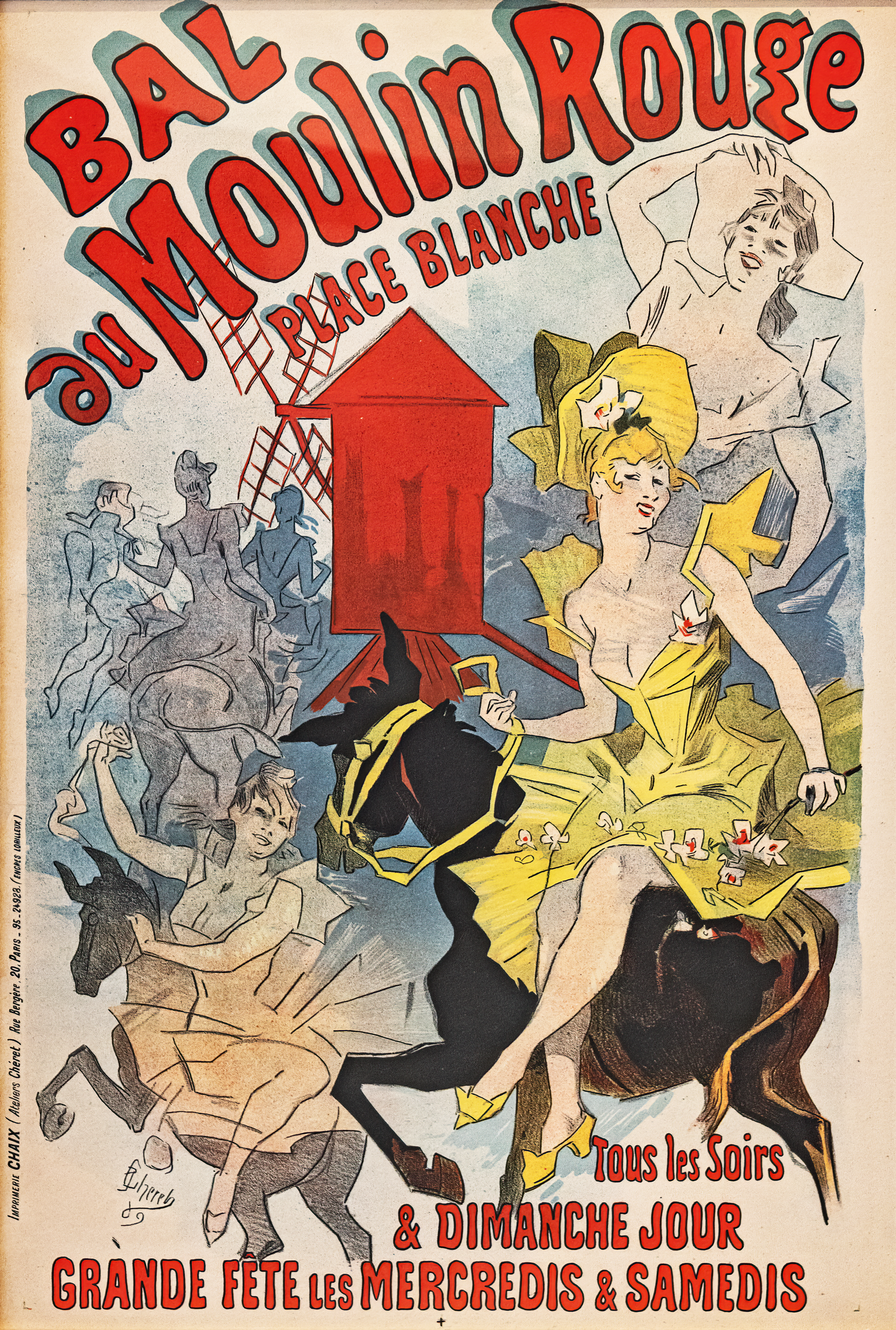
Jules Chéret: Bal au Moulin Rouge (1889)

Nejprve byl Moulin Rouge využíván jako tančírna, kde tanečnice předváděly především cancan a chahut. Vystupovaly zde významné umělkyně své doby, jako byly La Goulue, Yvette Guilbert, Jane Avril nebo Mistinguett. Mnohé reklamní plakáty pro podnik vytvořil Toulouse-Lautrec.
Později se v Moulin Rouge uváděly operety a revue, také bylo po určitou dobu využíváno jako kino. Od roku 1955 jsou zde uváděny tzv. dinner-spectacles (představení s večeří). V prvních letech na nich vystupovali také známí zpěváci šansonů jako Charles Trenet nebo Charles Aznavour. V roce 1964 bylo na pódiu jako atrakce instalováno akvárium, ve kterém vystupovaly nahé tanečnice. Po finanční krizi v polovině 90. let zaznamenal podnik rostoucí oblibu opět zhruba po roce 2000, čemuž dopomohl i americký film Moulin Rouge!. Podnik má 850 míst a v roce 2000 jej navštívilo zhruba 420 000 hostů.
Jméno i styl pařížského originálu byly napodobeny v mnoha jiných městech, nejznámější se nachází v Las Vegas. Nicméně stejnojmenný podnik Moulin Rouge ve Vídni byl založen o pět let dříve v roce 1884.